# Jeremy Kerley
Jeremy Anthony Kerley (Austin, 8 novembre 1988) è un giocatore di football americano statunitense che milita nel ruolo di wide receiver per i Buffalo Bills della National Football League (NFL). Fu scelto nel corso del quinto giro (153º assoluto) del Draft NFL 2011 dai New York Jets. Al college ha giocato a football coi TCU Horned Frogs.

## Carriera professionistica

### New York Jets
Kerley fu scelto dai New York Jets nel corso del quinto giro del Draft 2011. Segnò il suo primo touchdown su ricezione su un passaggio di Mark Sanchez contro i New England Patriots il 9 ottobre 2011. Nella sua stagione da rookie ricevette 314 yard in 14 partite.
Nella prima gara della stagione 2012 contro i Buffalo Bills, Kerley ritornò il suo primo punt in touchdown. Nella stessa gara segnò anche un touchdown su ricezione. Due settimane dopo contro i Miami Dolphins segnò un altro touchdown su ricezione, accumulando un massimo stagionale di 66 yard ricevute. La seconda stagione di Kerley si concluse con 16 presenze (7 come titolare) con 56 ricezioni per 827 yard e 2 touchdown ricevuti.
Il primo touchdown della stagione 2013, Kerley lo segnò nella vittoria nel Monday Night Football della settimana 5 contro gli Atlanta Falcons. Nella settimana 7 contro i New England Patriots, Jeremy guidò la sua squadra con 102 yard ricevute e un touchdown, contribuendo alla vittoria nei supplementari.
Nel 2014, Kerley si classificò al secondo posto dei Jets con 409 yard ricevute.